# Racosperma atrox
Racosperma atrox är en ärtväxtart som först beskrevs av Kodela, och fick sitt nu gällande namn av Leslie Pedley. Racosperma atrox ingår i släktet Racosperma och familjen ärtväxter. Inga underarter finns listade i Catalogue of Life.